# Atelier de Mme B. Thuillier

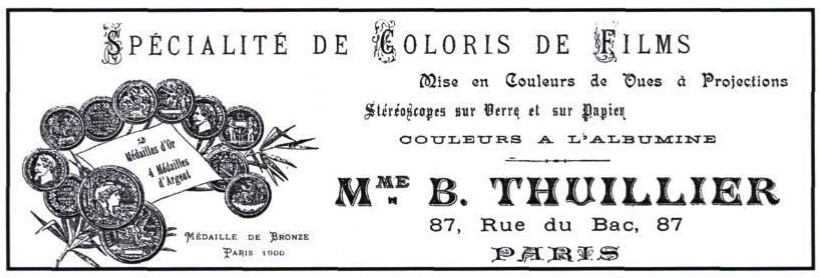
Papier à en-tête utilisé par Berthe Thuillier, illustré par les médailles remportées et un texte : « 2 médailles d'or, 4 médailles d'argent, médaille de bronze Paris 1900 ».

L'atelier de Mme B. Thuillier est une entreprise familiale de colorisation au pinceau de pellicules de film avant l'utilisation du pochoir.
Fondé par Élisabeth Thuillier née Aléné (1841-1907) et reprise par sa fille Berthe (1867-1947), l'atelier se situait dans le 7e arrondissement de Paris au 87, rue du Bac où les employées colorient à la main les films de celluloïd et diapositives photographiques. Elles travailleront beaucoup avec le réalisateur Georges Méliès et sa société la Star Film.

## Biographie des Thuillier, mère et fille
Élisabeth Aléné nait à Guénange en 1841. Elle déménage à Paris vers 1848-1850, au moment des migrations massives vers les villes causées par les révolutions de 1848 et l'épidémie de choléra de 1846-1860. Elle travaille comme cuisinière et comme domestique, avant d'être embauchée par A. Binant, un marchand d'art et de fournitures d'art.
En 1867, Élisabeth Aléné donne naissance à Marie-Berthe (dite Berthe), dont le père est Jules Arthur Thuillier, de Forceville-en-Vimeu (1846-1875). Il meurt en 1875 et c'est probablement à cette époque qu'Élisabeth Aléné se lance en affaires comme coloriste pour la photo et le cinéma.
En 1888, à vingt-et-un ans, Berthe Thuillier épouse Eugène Boutier, étudiant en sculpture. Le couple vit au sein de la communauté artistique parisienne à Montmartre. Berthe Thuillier travaille comme photographe. En 1889, elle donne naissance à une fille, Georgette, se sépare de son mari en 1902 et obtient le divorce en 1906.
La santé d'Élisabeth Aléné décline et elle décède le 7 juillet 1907.
Vers 1922-1924, devenue veuve, sa fille, Berthe Thuillier, épouse en secondes noces l'avocat Eugène Beaupuy. Elle déménage à Forceville-en-Vimeu, où ses deux parents sont enterrés, et y vit jusqu'à sa mort en 1947.

## Travail de coloriste
Dès 1897, Élisabeth Aléné travaille dans la coloration des diapositives pour les lanternes magiques et pour des travaux photographiques. Berthe Thuillier la rejoint en 1887, à l'âge de dix-neuf ans, et continue comme chef de la main-d'œuvre après la mort de sa mère (en 1907). L'industrie cinématographique est encore nouvelle, et n'occupe que la dernière place dans la notice imprimée de l'Exposition universelle de Paris en 1900. La longueur de l'annonce publicitaire d'Élisabeth Aléné reflète cependant l'étendue de son activité : 
 Couleurs et coloration. Matières premières pour la teinture. Photographies négatives et positives, sur papier, sur verre, sur soie, sur cuir, sur parchemin celluloïd. Tirages stéréoscopiques sur verre, lames colorées. Photochromie et photographies couleur artistiques. Coloration de film pour la cinématographie. 
 Le jury de l'Exposition de 1900 lui décerne une médaille de bronze.
L'atelier Thuillier emploie plus de 200 employés, toutes des femmes. Dans une interview de 1929, Berthe Thuillier se souvient des nuits passées à sélectionner des couleurs et à essayer des échantillons. Elle décrit ses couleurs comme des colorants aniline « fins », créant des tons transparents et lumineux. Ces colorants sont d'abord dissous dans l'eau puis dans l'alcool. Chaque ouvrière se voit attribuer une couleur unique, teintant des parties spécifiques de chaque image avant de passer le film à la coloriste suivante sur la chaine de montage. Certaines zones à colorer sont si petites qu'un pinceau ne contenant qu'un seul crin de cheval est utilisé.
L'atelier Thuillier utilise quatre colorants de base : orange, bleu-vert proche du cyan, magenta et jaune vif. Ceux-ci peuvent être mélangés pour créer d'autres couleurs. Les tons produits changent également en fonction de la nuance de gris du film en-dessous. Certains films utilisent plus de vingt couleurs distinctes, et tout le travail est fait à la main. L'atelier est situé dans le 7e arrondissement de Paris au no 40 de la rue de Varenne ; vers 1908, il déménage dans un autre bâtiment à proximité, au no 87 de rue du Bac.
Selon Berthe Thuillier, l'atelier produit environ 60 copies en couleur de chaque film. Pour 300 mètres de pellicule coloriée à la main, le coût est d'environ 6 à 7 000 francs par copie.

## Clients et partenaires
L'atelier Thuillier réalise tous les travaux de coloriage des films de Méliès de 1897 à 1912, y compris les copies destinées à l'international (exemple : la société de distribution américaine Selig Polyscope expédie ses copies en France pour être colorés par les ouvrières de l'atelier Thuillier).

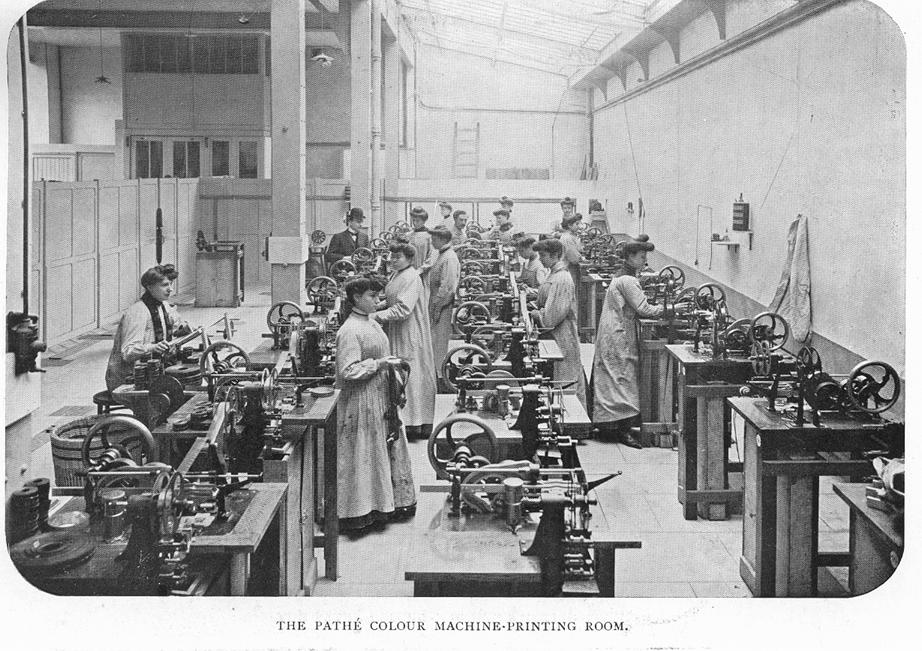
Atelier concurrent de coloristes, le Laboratoire Pathé à Paris.

L'atelier Thuillier travaille également avec Pathé, de 1898 à 1912  environ. En 1906, un accord d'exclusivité manque d'être signé, mais il est annulé lorsqu'il est établi que l'autorité doit être partagée avec une certaine « Mme Florimond » dont le mari travaille à un poste clé. L'atelier Thuillier travaille également avec le cinéaste expérimental Raoul Grimoin-Sanson, selon ses mémoires (assez peu fiables).
L'atelier Thuillier est également lié à Julienne Mathieu et Segundo de Chomón, couple d'artistes du premier cinéma (elle est actrice, coloriste et truqueuse ; il est réalisateur et truqueur). Entre deux engagements au théâtre, Julienne Mathieu est employée à l'atelier Thuillier, et y occupe une position de superviseure selon certaines sources. Elle initie son mari à ces techniques nouvelles, et fonde avec lui un atelier concurrent à Barcelone. Ils se spécialisent dans la colorisation par pochoir (procédé Pathéchrome) et récupèrent de nombreux contrats avec Pathé.

## Reconnaissance
La méthode de peinture à la main de l'atelier Thuillier est lente et coûteuse, et l'industrie du cinéma la remplace par l'utilisation de pochoirs, plus efficace pour les copies multiples. Le dernier client important de l'atelier Thuillier est Georges Dufayel, qui possède les Grands Magasins Dufayel où se trouve un cinéma et des attractions. Dans son entretien de 1929, Berthe Thuillier « s'indigne » de la disparition de son art.
En décembre 1929, elle est invitée à un gala donné en l'honneur de Méliès à la salle Pleyel. Plusieurs films sont projetés, dont Le voyage dans la Lune. À cette occasion, des travaux de restauration des couleurs « extrêmement délicats » sont entrepris par deux « élèves » de l'atelier Thuillier, selon le magazine Cinéa, mais les archives indiquent que la coloration est réalisée par un laboratoire cinématographique parisien, les Ateliers Fantasia (cependant, les deux femmes citées dans le magazine peuvent avoir travaillé pour cet atelier et avoir été formées à l'atelier Thuillier). Les négatifs originaux étant détruits, les coloristes enlèvent la couleur des anciennes copies positives des films, créent de nouveaux négatifs, ainsi que de nouveaux positifs, et les recolorient. Berthe Thuillier précise à la presse que, si elle avait eu suffisamment de temps, elle aurait fait le travail elle-même. Dans son discours de gala, Méliès remercie nommément Berthe Thuillier, et parle d'elle comme une « artiste éminente » qui a fait son travail avec un « remarquable talent ». Le public applaudit et lance des « bravo ».